# Pycnophyes egyptensis
Pycnophyes egyptensis är en djurart som tillhör fylumet pansarmaskar, och som beskrevs av Higgins 1983. Pycnophyes egyptensis ingår i släktet Pycnophyes och familjen Pycnophyidae.
Artens utbredningsområde är Röda havet. Inga underarter finns listade i Catalogue of Life.